# Skiffermonark
Skiffermonark (Mayrornis lessoni) är en fågel i familjen monarker inom ordningen tättingar.

## Utseende och läte
Skiffermonarken är en liten och grå rätt sångarlik fågel med lång stjärt. Fjäderdräkten är ljust puderblå med ljus buk och en tydlig vit ögonring. Stjärten är svart med vita kanter ovan, medan undergumpen är lysande vit. Vingpennorna är svartkantade. Vanligaste lätet är ett hårt och upprepat "tsic tstsic". 

## Utbredning och systematik
Skiffermonark delas in i två underarter:
- M. l. lessoni – förekommer i nordvästra Fijiöarna och Lauarkipelagen
- M. l. orientalis – förekommer i östra Fiji

## Levnadssätt
Skiffermonarken hittas i olika skogsmiljöer, även i parker och trädgårdar. Den födosöker aktivt, ibland i artblandade flockar.

## Status
Trots det begränsade utbredningsområdet och det faktum att den minskar i antal anses beståndet vara livskraftigt av internationella naturvårdsunionen IUCN. 

## Namn
Fågelns vetenskapliga artnamn hedrar René Primevère Lesson (1794-1849), fransk läkare, naturforskare och upptäcktsresande. Släktesnamnet hedrar den tyske ornitologen och systematikern Ernst Mayr (1904-2005).